# فرانسيس تيافوي
فرانسيس تيافوي (بالإنجليزية: Frances Tiafoe)‏ (مواليد 20 يناير 1998 في ماريلند)، هو لاعب كرة مضرب أمريكي بدأ مسيرته كمحترف سنة 2015 يلعب باليد اليمنى ويحتل حالياً المرتبة رقم. 68 (29 مايو 2017) في تصنيف رابطة محترفي كرة المضرب. أعلى تصنيف له في الفردي كان المركز الـ 65 في سنة 2017. أعلى تصنيف له في الزوجي كان المركز الـ 291 في سنة 2017.

## النشأة
ولد تيافوي في 20 يناير 1998، مع شقيقه التوأم فرانكلين في ولاية ماريلاند، إلى كونستانت وألفينا تيافو، وهما من المهاجرين من سيراليون. هاجر والده إلى الولايات المتحدة عام 1993، ثم لحقته والدته عام 1996 هربًا من الحرب الأهلية في وطنهم الأم. في عام 1999، بدأ والد تيافوي العمل كعامل باليومية في طاقم بناء قام ببناء مركز أبطال التنس الصغير (JTCC) في كوليدج بارك، ماريلاند. عندما تم الانتهاء من المرفق، تم تعيينه كحارس في الموقع وتم منحه مكتبًا احتياطيًا للعيش فيه في المركز. عاش فرانسيس وفرانكلين مع والدهما في المركز لمدة خمسة أيام في الأسبوع لمدة 11 عامًا، واستغلوا وضعهم المعيشي الفريد لبدء لعب التنس بانتظام من سن 4 سنوات.

## روابط خارجية
- فرانسيس تيافوي على موقع رابطة محترفي التنس (الإنجليزية)
- فرانسيس تيافوي على موقع الاتحاد الدولي لكرة المضرب (الإنجليزية)
- فرانسيس تيافوي على موقع كأس ديفيز (الإنجليزية)
- فرانسيس تيافوي على موقع إي إس بي إن.كوم (الإنجليزية)
- فرانسيس تيافوي على موقع أوليمبيديا (الإنجليزية)
- فرانسيس تيافوي على موقع اللجنة الأولمبية والبارالمبية الأمريكية (الإنجليزية)